# كانبور نكر
كانبور نكر (بالأردية: کانپور نگر)، هو تقسيم إداري لدولة الهند تتبع ولاية أتر برديش (بالإنجليزية: Uttar  Pradesh)‏، مركزها هو مدينة كانبور (بالإنجليزية: Kanpur)‏ عدد سكانها حسب تعداد سنة 2001 هو 4,137,489 ، مساحتها 3,029 كم² وكثافة السكان 1,366 لكل كم² .